# باب المغاربة (فيتنام)
باب المغاربة (بالإنجليزية: Moroccan Dung Gate)‏ (بالفرنسية: Porte Marocaine Bab Al Maghariba)‏ بالفيتنامية "Các Mughrabi Cổng"، وهي معلمة حضارية سلمية من فترة الحرب الفيتنامية في العصر الحديث من المعالم التاريخية في العصر الحديث لدولتي المغرب والفيتنام، ذات دلالة تاريخية ورمزية وسلمية غاية في الأهمية ولو أن ارتباطها بالحرب الفيتنامية، يقع هذا الباب في قرية «بافي ها طاي» (Bavi Ha Tay) شمال العاصمة هانوي.

## الخلفية التاريخية
في عام 1950، جندت فرنسا، التي كانت تحتل المغرب آنذاك، عددا كبيرا من الشباب كجنود، تحت طائلة الحاجة والجوع من مستعمراتها، لتزج بهم في حروبها العسكرية، كما زجت بزنوج إفريقيا جنوب الصحراء في حربي استقلال المغرب وتونس، زجت كذلك بالمغاربيين في الحرب العالمية الثانية، وفي حروبها بمنطقة الهند الصينية. خاصة معركة «دان بيان فو» في فيتنام التي جرت عام 1954.
قبل أن ينضم أغلبهم إلى الفيتناميين في حرب الفيتنام، عندما اندلعت حرب الاستقلال في المغرب وجد هؤلاء المغاربة أنفسهم مع الفيتناميين ضد الفرنسيين، على الرغم من أنهم ذهبوا إلى تلك البقاع البعيدة جدا عن المغرب، تحت علم وزي وشارة عسكرية فرنسية.
استقر معظم هؤلاء المغاربة وجلهم من المغاربة الذين انظموا إلى القوات الفيتنامية المناوئة للاحتلالين الفرنسي والياباني بعد انتهاء حرب الفيتنام بقرية «بافي ها طاي» (Bavi Ha Tay)، شمال العاصمة هانوي. وتم بناء البوابة ما بين سنتي 1956-1960 سميت بباب المغاربة من طرف الفيتناميين، حيث ظلت شاهدة على جانب أبيض من فصول الحرب الفيتنام ضد الشعب الفيتنامي. وما تزال البوابة متواجدة إلى يومنا هذا، وهي تشبه في تصميمها المعماري باب السفراء. وتعتبر الآن كمعلمة حضارية تقع في قرية «بافي ها طاي» شمال العاصمة الفيتنامية هانوي.
وباب المغاربة (فيتنام) هو باب بناه المجندون المغاربة الذين انضموا إلى القوات الفيتنامية. بعد صعوبة الرجوع إلى المغرب قدّر لهم الاستقرار في هذه المنطقة والاندماج مع السكان المحليين، وتأسيس أسر لهم في قرية «بافي ها طاي» شمال هانوي.
ويحيل بناء المعلمة بطريقة متناسقة وهندسة مغربية من طرف هؤلاء المجندين، إنما يحيل إلى خلفياتهم الغير العسكرية، وعلى أن أغلبهم فلاحون أو بناؤون أو هما معا اضضطرتهم الظروف المعيشية والاقتصادية إبان الحرب العالمية الثانية والاحتلال الفرنسي إلى التجنيد في صفوف القوات الفرنسية في حرب لاطائل منها إلا الجوع ورغيف الخبز، وهو الأمر الذي جعل اغلبهم ينضم إلى الفيتناميين بعد اندلاع حرب الاستقلال في المغرب.